# Husmandsbevægelsen - Et Tidsbillede 1885-1942
Husmandsbevægelsen - Et Tidsbillede 1885-1942 er en dansk dokumentarfilm fra 1942.

## Handling
Hvad husmandsbevægelsen har udrettet især for landbrugets effektivisering. Filmen indledes med skildring af lejehusmandens kår som daglejer på herregården, et ældre husmandspar må se deres eneste søn udvandre til USA for at blive fri for disse trange kår. Filmen viser hans hjemkomst flere år senere, og hans besøg bliver et tilbageblik over og en manifestation af husmandsbevægelsens store betydning for de mindrebemidlede landboeres faglige og kulturelle vilkår.